# Mychajlo Marandjuk
Mychajlo Nazarovyč Marandjuk (in ucraino Михайло Марандюк?, in russo Михаил Назарович Марандюк?, Michail Nazarovič Marandjuk; Novoselycja, 17 gennaio 1949) è un compositore di scacchi ucraino (sovietico fino al 1991).
Dal 1968 ha composto e pubblicato circa 600 problemi di scacchi di tutti i generi. Ha ottenuto circa 250 premiazioni, tra cui 45 primi premi.
Dal 2004 è Grande Maestro della composizione.
Marandjuk ha vinto diversi titoli mondiali della composizione:
- 5º Campionato del mondo a squadre di composizione (WCCT) 1993-1997, con la squadra dell'Ucraina[1]
- 1º Campionato del mondo individuale di composizione (WCCI) 1998-2003, nelle sezioni "tre mosse" e "più mosse".[2]
- 2º Campionato del mondo individuale di composizione (WCCI) 2001-2003, nella sezione "più mosse"[3]
- 3º Campionato del mondo individuale di composizione (WCCI) 2004-2006, nelle sezioni "tre mosse" e "più mosse".[4]

È il compositore di scacchi che ha ottenuto finora (2009) più vittorie nei campionati individuali di composizione.
Di professione è un ingegnere meccanico.
|   | a | b | c | d | e | f | g | h |   |
| 8 | e7 pedone del nero · a6 pedone del nero · e6 re del nero · f6 pedone del nero · g6 pedone del bianco · f5 pedone del nero · e3 cavallo del bianco · f3 torre del nero · b2 re del bianco · d2 torre del bianco · e2 pedone del bianco · h2 donna del bianco · f1 alfiere del nero | e7 pedone del nero · a6 pedone del nero · e6 re del nero · f6 pedone del nero · g6 pedone del bianco · f5 pedone del nero · e3 cavallo del bianco · f3 torre del nero · b2 re del bianco · d2 torre del bianco · e2 pedone del bianco · h2 donna del bianco · f1 alfiere del nero | e7 pedone del nero · a6 pedone del nero · e6 re del nero · f6 pedone del nero · g6 pedone del bianco · f5 pedone del nero · e3 cavallo del bianco · f3 torre del nero · b2 re del bianco · d2 torre del bianco · e2 pedone del bianco · h2 donna del bianco · f1 alfiere del nero | e7 pedone del nero · a6 pedone del nero · e6 re del nero · f6 pedone del nero · g6 pedone del bianco · f5 pedone del nero · e3 cavallo del bianco · f3 torre del nero · b2 re del bianco · d2 torre del bianco · e2 pedone del bianco · h2 donna del bianco · f1 alfiere del nero | e7 pedone del nero · a6 pedone del nero · e6 re del nero · f6 pedone del nero · g6 pedone del bianco · f5 pedone del nero · e3 cavallo del bianco · f3 torre del nero · b2 re del bianco · d2 torre del bianco · e2 pedone del bianco · h2 donna del bianco · f1 alfiere del nero | e7 pedone del nero · a6 pedone del nero · e6 re del nero · f6 pedone del nero · g6 pedone del bianco · f5 pedone del nero · e3 cavallo del bianco · f3 torre del nero · b2 re del bianco · d2 torre del bianco · e2 pedone del bianco · h2 donna del bianco · f1 alfiere del nero | e7 pedone del nero · a6 pedone del nero · e6 re del nero · f6 pedone del nero · g6 pedone del bianco · f5 pedone del nero · e3 cavallo del bianco · f3 torre del nero · b2 re del bianco · d2 torre del bianco · e2 pedone del bianco · h2 donna del bianco · f1 alfiere del nero | e7 pedone del nero · a6 pedone del nero · e6 re del nero · f6 pedone del nero · g6 pedone del bianco · f5 pedone del nero · e3 cavallo del bianco · f3 torre del nero · b2 re del bianco · d2 torre del bianco · e2 pedone del bianco · h2 donna del bianco · f1 alfiere del nero | 8 |
| 7 | e7 pedone del nero · a6 pedone del nero · e6 re del nero · f6 pedone del nero · g6 pedone del bianco · f5 pedone del nero · e3 cavallo del bianco · f3 torre del nero · b2 re del bianco · d2 torre del bianco · e2 pedone del bianco · h2 donna del bianco · f1 alfiere del nero | e7 pedone del nero · a6 pedone del nero · e6 re del nero · f6 pedone del nero · g6 pedone del bianco · f5 pedone del nero · e3 cavallo del bianco · f3 torre del nero · b2 re del bianco · d2 torre del bianco · e2 pedone del bianco · h2 donna del bianco · f1 alfiere del nero | e7 pedone del nero · a6 pedone del nero · e6 re del nero · f6 pedone del nero · g6 pedone del bianco · f5 pedone del nero · e3 cavallo del bianco · f3 torre del nero · b2 re del bianco · d2 torre del bianco · e2 pedone del bianco · h2 donna del bianco · f1 alfiere del nero | e7 pedone del nero · a6 pedone del nero · e6 re del nero · f6 pedone del nero · g6 pedone del bianco · f5 pedone del nero · e3 cavallo del bianco · f3 torre del nero · b2 re del bianco · d2 torre del bianco · e2 pedone del bianco · h2 donna del bianco · f1 alfiere del nero | e7 pedone del nero · a6 pedone del nero · e6 re del nero · f6 pedone del nero · g6 pedone del bianco · f5 pedone del nero · e3 cavallo del bianco · f3 torre del nero · b2 re del bianco · d2 torre del bianco · e2 pedone del bianco · h2 donna del bianco · f1 alfiere del nero | e7 pedone del nero · a6 pedone del nero · e6 re del nero · f6 pedone del nero · g6 pedone del bianco · f5 pedone del nero · e3 cavallo del bianco · f3 torre del nero · b2 re del bianco · d2 torre del bianco · e2 pedone del bianco · h2 donna del bianco · f1 alfiere del nero | e7 pedone del nero · a6 pedone del nero · e6 re del nero · f6 pedone del nero · g6 pedone del bianco · f5 pedone del nero · e3 cavallo del bianco · f3 torre del nero · b2 re del bianco · d2 torre del bianco · e2 pedone del bianco · h2 donna del bianco · f1 alfiere del nero | e7 pedone del nero · a6 pedone del nero · e6 re del nero · f6 pedone del nero · g6 pedone del bianco · f5 pedone del nero · e3 cavallo del bianco · f3 torre del nero · b2 re del bianco · d2 torre del bianco · e2 pedone del bianco · h2 donna del bianco · f1 alfiere del nero | 7 |
| 6 | e7 pedone del nero · a6 pedone del nero · e6 re del nero · f6 pedone del nero · g6 pedone del bianco · f5 pedone del nero · e3 cavallo del bianco · f3 torre del nero · b2 re del bianco · d2 torre del bianco · e2 pedone del bianco · h2 donna del bianco · f1 alfiere del nero | e7 pedone del nero · a6 pedone del nero · e6 re del nero · f6 pedone del nero · g6 pedone del bianco · f5 pedone del nero · e3 cavallo del bianco · f3 torre del nero · b2 re del bianco · d2 torre del bianco · e2 pedone del bianco · h2 donna del bianco · f1 alfiere del nero | e7 pedone del nero · a6 pedone del nero · e6 re del nero · f6 pedone del nero · g6 pedone del bianco · f5 pedone del nero · e3 cavallo del bianco · f3 torre del nero · b2 re del bianco · d2 torre del bianco · e2 pedone del bianco · h2 donna del bianco · f1 alfiere del nero | e7 pedone del nero · a6 pedone del nero · e6 re del nero · f6 pedone del nero · g6 pedone del bianco · f5 pedone del nero · e3 cavallo del bianco · f3 torre del nero · b2 re del bianco · d2 torre del bianco · e2 pedone del bianco · h2 donna del bianco · f1 alfiere del nero | e7 pedone del nero · a6 pedone del nero · e6 re del nero · f6 pedone del nero · g6 pedone del bianco · f5 pedone del nero · e3 cavallo del bianco · f3 torre del nero · b2 re del bianco · d2 torre del bianco · e2 pedone del bianco · h2 donna del bianco · f1 alfiere del nero | e7 pedone del nero · a6 pedone del nero · e6 re del nero · f6 pedone del nero · g6 pedone del bianco · f5 pedone del nero · e3 cavallo del bianco · f3 torre del nero · b2 re del bianco · d2 torre del bianco · e2 pedone del bianco · h2 donna del bianco · f1 alfiere del nero | e7 pedone del nero · a6 pedone del nero · e6 re del nero · f6 pedone del nero · g6 pedone del bianco · f5 pedone del nero · e3 cavallo del bianco · f3 torre del nero · b2 re del bianco · d2 torre del bianco · e2 pedone del bianco · h2 donna del bianco · f1 alfiere del nero | e7 pedone del nero · a6 pedone del nero · e6 re del nero · f6 pedone del nero · g6 pedone del bianco · f5 pedone del nero · e3 cavallo del bianco · f3 torre del nero · b2 re del bianco · d2 torre del bianco · e2 pedone del bianco · h2 donna del bianco · f1 alfiere del nero | 6 |
| 5 | e7 pedone del nero · a6 pedone del nero · e6 re del nero · f6 pedone del nero · g6 pedone del bianco · f5 pedone del nero · e3 cavallo del bianco · f3 torre del nero · b2 re del bianco · d2 torre del bianco · e2 pedone del bianco · h2 donna del bianco · f1 alfiere del nero | e7 pedone del nero · a6 pedone del nero · e6 re del nero · f6 pedone del nero · g6 pedone del bianco · f5 pedone del nero · e3 cavallo del bianco · f3 torre del nero · b2 re del bianco · d2 torre del bianco · e2 pedone del bianco · h2 donna del bianco · f1 alfiere del nero | e7 pedone del nero · a6 pedone del nero · e6 re del nero · f6 pedone del nero · g6 pedone del bianco · f5 pedone del nero · e3 cavallo del bianco · f3 torre del nero · b2 re del bianco · d2 torre del bianco · e2 pedone del bianco · h2 donna del bianco · f1 alfiere del nero | e7 pedone del nero · a6 pedone del nero · e6 re del nero · f6 pedone del nero · g6 pedone del bianco · f5 pedone del nero · e3 cavallo del bianco · f3 torre del nero · b2 re del bianco · d2 torre del bianco · e2 pedone del bianco · h2 donna del bianco · f1 alfiere del nero | e7 pedone del nero · a6 pedone del nero · e6 re del nero · f6 pedone del nero · g6 pedone del bianco · f5 pedone del nero · e3 cavallo del bianco · f3 torre del nero · b2 re del bianco · d2 torre del bianco · e2 pedone del bianco · h2 donna del bianco · f1 alfiere del nero | e7 pedone del nero · a6 pedone del nero · e6 re del nero · f6 pedone del nero · g6 pedone del bianco · f5 pedone del nero · e3 cavallo del bianco · f3 torre del nero · b2 re del bianco · d2 torre del bianco · e2 pedone del bianco · h2 donna del bianco · f1 alfiere del nero | e7 pedone del nero · a6 pedone del nero · e6 re del nero · f6 pedone del nero · g6 pedone del bianco · f5 pedone del nero · e3 cavallo del bianco · f3 torre del nero · b2 re del bianco · d2 torre del bianco · e2 pedone del bianco · h2 donna del bianco · f1 alfiere del nero | e7 pedone del nero · a6 pedone del nero · e6 re del nero · f6 pedone del nero · g6 pedone del bianco · f5 pedone del nero · e3 cavallo del bianco · f3 torre del nero · b2 re del bianco · d2 torre del bianco · e2 pedone del bianco · h2 donna del bianco · f1 alfiere del nero | 5 |
| 4 | e7 pedone del nero · a6 pedone del nero · e6 re del nero · f6 pedone del nero · g6 pedone del bianco · f5 pedone del nero · e3 cavallo del bianco · f3 torre del nero · b2 re del bianco · d2 torre del bianco · e2 pedone del bianco · h2 donna del bianco · f1 alfiere del nero | e7 pedone del nero · a6 pedone del nero · e6 re del nero · f6 pedone del nero · g6 pedone del bianco · f5 pedone del nero · e3 cavallo del bianco · f3 torre del nero · b2 re del bianco · d2 torre del bianco · e2 pedone del bianco · h2 donna del bianco · f1 alfiere del nero | e7 pedone del nero · a6 pedone del nero · e6 re del nero · f6 pedone del nero · g6 pedone del bianco · f5 pedone del nero · e3 cavallo del bianco · f3 torre del nero · b2 re del bianco · d2 torre del bianco · e2 pedone del bianco · h2 donna del bianco · f1 alfiere del nero | e7 pedone del nero · a6 pedone del nero · e6 re del nero · f6 pedone del nero · g6 pedone del bianco · f5 pedone del nero · e3 cavallo del bianco · f3 torre del nero · b2 re del bianco · d2 torre del bianco · e2 pedone del bianco · h2 donna del bianco · f1 alfiere del nero | e7 pedone del nero · a6 pedone del nero · e6 re del nero · f6 pedone del nero · g6 pedone del bianco · f5 pedone del nero · e3 cavallo del bianco · f3 torre del nero · b2 re del bianco · d2 torre del bianco · e2 pedone del bianco · h2 donna del bianco · f1 alfiere del nero | e7 pedone del nero · a6 pedone del nero · e6 re del nero · f6 pedone del nero · g6 pedone del bianco · f5 pedone del nero · e3 cavallo del bianco · f3 torre del nero · b2 re del bianco · d2 torre del bianco · e2 pedone del bianco · h2 donna del bianco · f1 alfiere del nero | e7 pedone del nero · a6 pedone del nero · e6 re del nero · f6 pedone del nero · g6 pedone del bianco · f5 pedone del nero · e3 cavallo del bianco · f3 torre del nero · b2 re del bianco · d2 torre del bianco · e2 pedone del bianco · h2 donna del bianco · f1 alfiere del nero | e7 pedone del nero · a6 pedone del nero · e6 re del nero · f6 pedone del nero · g6 pedone del bianco · f5 pedone del nero · e3 cavallo del bianco · f3 torre del nero · b2 re del bianco · d2 torre del bianco · e2 pedone del bianco · h2 donna del bianco · f1 alfiere del nero | 4 |
| 3 | e7 pedone del nero · a6 pedone del nero · e6 re del nero · f6 pedone del nero · g6 pedone del bianco · f5 pedone del nero · e3 cavallo del bianco · f3 torre del nero · b2 re del bianco · d2 torre del bianco · e2 pedone del bianco · h2 donna del bianco · f1 alfiere del nero | e7 pedone del nero · a6 pedone del nero · e6 re del nero · f6 pedone del nero · g6 pedone del bianco · f5 pedone del nero · e3 cavallo del bianco · f3 torre del nero · b2 re del bianco · d2 torre del bianco · e2 pedone del bianco · h2 donna del bianco · f1 alfiere del nero | e7 pedone del nero · a6 pedone del nero · e6 re del nero · f6 pedone del nero · g6 pedone del bianco · f5 pedone del nero · e3 cavallo del bianco · f3 torre del nero · b2 re del bianco · d2 torre del bianco · e2 pedone del bianco · h2 donna del bianco · f1 alfiere del nero | e7 pedone del nero · a6 pedone del nero · e6 re del nero · f6 pedone del nero · g6 pedone del bianco · f5 pedone del nero · e3 cavallo del bianco · f3 torre del nero · b2 re del bianco · d2 torre del bianco · e2 pedone del bianco · h2 donna del bianco · f1 alfiere del nero | e7 pedone del nero · a6 pedone del nero · e6 re del nero · f6 pedone del nero · g6 pedone del bianco · f5 pedone del nero · e3 cavallo del bianco · f3 torre del nero · b2 re del bianco · d2 torre del bianco · e2 pedone del bianco · h2 donna del bianco · f1 alfiere del nero | e7 pedone del nero · a6 pedone del nero · e6 re del nero · f6 pedone del nero · g6 pedone del bianco · f5 pedone del nero · e3 cavallo del bianco · f3 torre del nero · b2 re del bianco · d2 torre del bianco · e2 pedone del bianco · h2 donna del bianco · f1 alfiere del nero | e7 pedone del nero · a6 pedone del nero · e6 re del nero · f6 pedone del nero · g6 pedone del bianco · f5 pedone del nero · e3 cavallo del bianco · f3 torre del nero · b2 re del bianco · d2 torre del bianco · e2 pedone del bianco · h2 donna del bianco · f1 alfiere del nero | e7 pedone del nero · a6 pedone del nero · e6 re del nero · f6 pedone del nero · g6 pedone del bianco · f5 pedone del nero · e3 cavallo del bianco · f3 torre del nero · b2 re del bianco · d2 torre del bianco · e2 pedone del bianco · h2 donna del bianco · f1 alfiere del nero | 3 |
| 2 | e7 pedone del nero · a6 pedone del nero · e6 re del nero · f6 pedone del nero · g6 pedone del bianco · f5 pedone del nero · e3 cavallo del bianco · f3 torre del nero · b2 re del bianco · d2 torre del bianco · e2 pedone del bianco · h2 donna del bianco · f1 alfiere del nero | e7 pedone del nero · a6 pedone del nero · e6 re del nero · f6 pedone del nero · g6 pedone del bianco · f5 pedone del nero · e3 cavallo del bianco · f3 torre del nero · b2 re del bianco · d2 torre del bianco · e2 pedone del bianco · h2 donna del bianco · f1 alfiere del nero | e7 pedone del nero · a6 pedone del nero · e6 re del nero · f6 pedone del nero · g6 pedone del bianco · f5 pedone del nero · e3 cavallo del bianco · f3 torre del nero · b2 re del bianco · d2 torre del bianco · e2 pedone del bianco · h2 donna del bianco · f1 alfiere del nero | e7 pedone del nero · a6 pedone del nero · e6 re del nero · f6 pedone del nero · g6 pedone del bianco · f5 pedone del nero · e3 cavallo del bianco · f3 torre del nero · b2 re del bianco · d2 torre del bianco · e2 pedone del bianco · h2 donna del bianco · f1 alfiere del nero | e7 pedone del nero · a6 pedone del nero · e6 re del nero · f6 pedone del nero · g6 pedone del bianco · f5 pedone del nero · e3 cavallo del bianco · f3 torre del nero · b2 re del bianco · d2 torre del bianco · e2 pedone del bianco · h2 donna del bianco · f1 alfiere del nero | e7 pedone del nero · a6 pedone del nero · e6 re del nero · f6 pedone del nero · g6 pedone del bianco · f5 pedone del nero · e3 cavallo del bianco · f3 torre del nero · b2 re del bianco · d2 torre del bianco · e2 pedone del bianco · h2 donna del bianco · f1 alfiere del nero | e7 pedone del nero · a6 pedone del nero · e6 re del nero · f6 pedone del nero · g6 pedone del bianco · f5 pedone del nero · e3 cavallo del bianco · f3 torre del nero · b2 re del bianco · d2 torre del bianco · e2 pedone del bianco · h2 donna del bianco · f1 alfiere del nero | e7 pedone del nero · a6 pedone del nero · e6 re del nero · f6 pedone del nero · g6 pedone del bianco · f5 pedone del nero · e3 cavallo del bianco · f3 torre del nero · b2 re del bianco · d2 torre del bianco · e2 pedone del bianco · h2 donna del bianco · f1 alfiere del nero | 2 |
| 1 | e7 pedone del nero · a6 pedone del nero · e6 re del nero · f6 pedone del nero · g6 pedone del bianco · f5 pedone del nero · e3 cavallo del bianco · f3 torre del nero · b2 re del bianco · d2 torre del bianco · e2 pedone del bianco · h2 donna del bianco · f1 alfiere del nero | e7 pedone del nero · a6 pedone del nero · e6 re del nero · f6 pedone del nero · g6 pedone del bianco · f5 pedone del nero · e3 cavallo del bianco · f3 torre del nero · b2 re del bianco · d2 torre del bianco · e2 pedone del bianco · h2 donna del bianco · f1 alfiere del nero | e7 pedone del nero · a6 pedone del nero · e6 re del nero · f6 pedone del nero · g6 pedone del bianco · f5 pedone del nero · e3 cavallo del bianco · f3 torre del nero · b2 re del bianco · d2 torre del bianco · e2 pedone del bianco · h2 donna del bianco · f1 alfiere del nero | e7 pedone del nero · a6 pedone del nero · e6 re del nero · f6 pedone del nero · g6 pedone del bianco · f5 pedone del nero · e3 cavallo del bianco · f3 torre del nero · b2 re del bianco · d2 torre del bianco · e2 pedone del bianco · h2 donna del bianco · f1 alfiere del nero | e7 pedone del nero · a6 pedone del nero · e6 re del nero · f6 pedone del nero · g6 pedone del bianco · f5 pedone del nero · e3 cavallo del bianco · f3 torre del nero · b2 re del bianco · d2 torre del bianco · e2 pedone del bianco · h2 donna del bianco · f1 alfiere del nero | e7 pedone del nero · a6 pedone del nero · e6 re del nero · f6 pedone del nero · g6 pedone del bianco · f5 pedone del nero · e3 cavallo del bianco · f3 torre del nero · b2 re del bianco · d2 torre del bianco · e2 pedone del bianco · h2 donna del bianco · f1 alfiere del nero | e7 pedone del nero · a6 pedone del nero · e6 re del nero · f6 pedone del nero · g6 pedone del bianco · f5 pedone del nero · e3 cavallo del bianco · f3 torre del nero · b2 re del bianco · d2 torre del bianco · e2 pedone del bianco · h2 donna del bianco · f1 alfiere del nero | e7 pedone del nero · a6 pedone del nero · e6 re del nero · f6 pedone del nero · g6 pedone del bianco · f5 pedone del nero · e3 cavallo del bianco · f3 torre del nero · b2 re del bianco · d2 torre del bianco · e2 pedone del bianco · h2 donna del bianco · f1 alfiere del nero | 1 |
|   | a | b | c | d | e | f | g | h |   |

Soluzione:
1. Db8!  (min. 2. Td5 e 3. Db6/c8/g8#)
1... Txe3  2. Db6+ Re5  3. Dxe3#

1... Tg3  2. Dc8+ Re5  3. Dxf5#

1... Tf4  2. Dg8+ Re5  3. Dd5#